# Скулптура
Скулптор пренасочва насам.  За съзвездието вижте Скулптор (съзвездие).
Скулптурата е вид изящно изкуство, чиито произведения се изработват в обемна пространствена форма от твърди или пластични материали. Те се създават чрез оформяне или комбиниране на твърди материали, предимно от камък, като мрамор, метал, стъкло или дърво, или пластични материали като глина, плат, полимери и по-меки материали. Терминът може да се отнася и до произведения, включващи звук, текст и светлина.
Отлети обекти могат да бъдат представени като скулптури. Материалите могат да бъдат третирани чрез отстраняване, например резба. Могат да бъдат сглобявани, например чрез спояване, или правени по-твърди, например изпичани, формовани или отливани. Може да бъде прилагана декорация на повърхността, например оцветяване. Скулптурата е пластично изкуство, изразното средство е пластиката. Включва използването на материали, които могат да бъдат отливани или моделирани.
Скулптурата е значима форма на публичното изкуство.
Ваенето е изкуството на оформяне на обекти, които могат да са с всякакъв размер и от най-различен материал. Може да бъдат изработени по два начина: чрез извайване (с твърд материал – камък, бронз, дърво и др.) и чрез моделиране (с пластичен материал – восък, глина и др.).
Човекът, изработващ скулптури, се нарича скулптор. Скулпторите обикновено учат в художествени школи, както повечето художници, и в даден момент се насочват към този вид изкуство.
Измежду най-известните скулптори са Фидий, Лизип, Праксител, Мирон, Поликлет Стари, Микеланджело Буонароти, Бернини, Огюст Роден и др.
Сред известните български скулптори са Андрей Николов, Иван Лазаров, Любомир Далчев, Асен Пейков, Марко Марков, Крум Дамянов, Валентин Старчев, Величко Минеков, Павел Койчев, Крум Дерменджиев, Емил Попов, Ангел Станев, Иван Русев, Георги Чапкънов, Красимир Рангелов, Петко Москов, Венцислав Занков, Спас Киричев, Вежди Рашидов, Константин Симеонов – Костика, Убавка Тончев и др.

## Видове скулптура
- Свободностояща скулптура – скулптура, около всички страни на която, с изключение на основата, има пространство. Тя е позната също като „кръгла“ скулптура и е предназначена да се гледа от всички страни.
- Музикална скулптура – скулптура, която произвежда звук под някакво въздействие, или обратното (под въздействието на звук скулптурата променя временно състоянието си).
- Светлинна скулптура – скулптура или друг предмет на изкуството, който произвежда светлина, или обратното (под въздействието на светлина, скулптурата променя временно състоянието си).
- Бижутерия
- Релеф – скулптура, която е здраво закрепена със задната си част; видове: барелеф, орелеф и контрарелеф
- Кинетична скулптура – включва аспекти на движение

- Фонтан – скулптура създадена чрез движение на вода

- Статуя – триизмерно скулптурно изображение на човешка или животинска фигура или ансамбъл от фигури

- Бюст – скулптура на горната част на човешко тяло (глава, рамене, гърди)
- Конна статуя – обикновено представя важен човек, яхнал кон

## Форми на скулптурата
- Изкуство, създадено в определена местност
- Мобилна скулптура
- „Натрупано“ изкуство – форма на скулптурата, при която се сглобяват обекти и се натрупват един върху друг.
- Архитектурна скулптура
- Изкуство на околната среда:

- Скулптура на околната среда
- Лендарт

## Скулптура и архитектура
През много периоди от историята не е имало разделение между професията на архитекта и тази на скулптура. До XVI и XVII век, много архитекти са работили успоредно и в областта на скулптурата. Скулптурата е съществувала както като самостоятелно изкуство така и като част от архитектурна творба.
При много архитектурни произведения, от Древна Гърция до Барока, скулптурните елементи за украсяване на сградата са неразделна част от работата на архитекта. Пример за това са статуи, които са били поставени в сградата по проект. Друг пример са кариатидите, колони в човешка фигура, които са изключително често срещан пример за идентифициране на архитектурни елементи и скулптура.

## Скулптурни материали през различни периоди на историята
Обикновено скулпторите се стремят да правят предмети на изкуството, които са възможно най-трайни. Работят с издръжливи и най-често скъпи материали, например бронз и камък: мрамор, варовик, порфир и гранит. По-рядко се срещат скъпоценни материали като злато, сребро, нефрит и слонова кост, които се използват при позлатени предмети. По-често срещани и по-евтини материали се използват в скулптура за по-широка употреба. Такива материали са стъкло, твърда дървесина (например дъб, чемшир и липа), теракота и други керамични материали, също и материали, които се отливат, като пютър и цинк.
Скулптурите често са оцветени, но се случва да губят оцветяването си с течение на времето или по време на реставрация. Много различни техники на оцветяване се използват при направата на скулптура, например темпера, маслени бои, позлатяване, бои, използвани в бояджийството, аерозол, емайл и техника с пясък.
Много скулптори търсят нови начини и нови материали за направата на своето изкуство. Джим Гери е използвал цветно стъкло, инструменти, автомобилни, машинни и железарски части. Една от най-известните скулптури на Пабло Пикасо съдържа части от велосипед. Александър Колдер и други модернисти са използвали по ефектен начин оцветена стомана. От 60-те години на ХХ век се използват също акрилни бои и други синтетични вещества. Анди Голдзуърти прави своите необикновени „еднодневни“ скулптури почти изцяло от естествени материали, в естествени условия. Някои видове скулптура, например ледена, пясъчна или газова скулптура, умишлено е с „кратък живот“.
Скулптурите често правят малки предварителни творби, наречени макети, от нетрайни материали, като гипс, восък, глина или пластелин, например „Ерос“ на Лондонския площад Пикадили, направен от Алфред Гилбърт. В ретроархеологията тези материали в повечето случаи са крайният продукт. Понякога скулпторите използват и отлети обекти.

## Азия
Много различни форми на скулптурата са били използвани в Азия, като много от предметите са религиозно изкуство, основано на хиндуизма и будизма, също и гръко-будистко изкуство. Голяма част от камбоджанска хиндуистка скулптура е запазена в Ангкор, но организираният грабеж е имал тежки последици за много забележителности в тази страна. В Тайланд скулптурите са почти винаги изображения на Буда. Много скулптури и храмове в Тайланд са позлатени, в отделни случаи инкрустирани.

## Източна Азия

### Китай
Артефакти от Китай датират отпреди 10 000 години пр.н.е., а талантливите китайски занаятчии са активни много отрано, но по-голямата част от това, което е показано като скулптура, идва от няколко исторически периода. Първият период, който представлява интерес, е периодът на Западната Династия Джоу (1050 – 771 г. пр.н.е.), от която идва голямо разнообразие от сложни бронзови плавателни съдове. Следващият интересен период е Династията Хан (206 г. пр.н.е. – 220 г.), с нейната грандиозна армия от теракота, сглобена заради гроба на Чин Ше Хуанг, първият император на важната, но управлявала за кратко династия Чин, предшественичка на Хан. В гробове, които датират от периода на Хан, са открити много фигури, които изглеждат интересни дори 2000 години по-късно.
Първата открита будистка скулптура датира от периода на Тримата Крале (III век), докато скулптурата от изкуствените пещери на Лунмен, близо до Луян, провинция Хенан (Северен Вей, V и VI век) е известна със своята изтънченост.
Периодът, който сега е смятан за „Златният Век“ на Китай, е на Династията Танг. Декоративните фигури стават много популярни през ХХ век в Евро-Американската култура. Те стават обект на масов износ с цел печалба от страна на военни диктатори от китайските граждански войни. Особено желана е будистката скулптура, често монументална, от Династията Суй, която е вдъхновена от Гръко-Будисткото изкуство на Централна Азия. Много скулптури са смятани за съкровища на световното изкуство.
След периода със скулптурата на династията Танг, западният интерес към китайските артефакти значително спада, с изключение на това, което може да бъде смятано за „орнаментални мебели“ и особено предметите от нефрит. Колекционират се грънчарски предмети от много различни периоди и отново предметите от периода на Танг се отличават със свободното си и спокойно чувство, което носят. В китайската скулптура няма голи тела (освен тези, които са направени с цел медицинско учение или практика), а портретните скулптури са много малко, в сравнение с Европейската традиция. Портретна скулптура е правена обаче в манастирите.
Като се изключат бижутата и нефритовите и грънчарски предмети, почти нищо, създадено след династията Минг (която свършва по време на късния XVII век), не е колекционирано от арт музеите, а и нищо, създадено по време на неспокойния ХХ век, не е признато за скулптура, въпреки че в ранните десетилетия на комунистическия режим има училище за социално-реалистична скулптура, повлияна от Съветския съюз. След като столетието приключва, китайските занаятчии почват да доминират жанровете за комерсиална скулптура (колекционерски чинии, статуетки, играчки и т.н.), а авангардните китайски творци започват да участват в евро-американския сектор на съвременното изкуство.
- Бронзов триножник, династия Шан (13. век пр. н. е. - 10. век пр. н. е.)
- Пазител на гробницата, обикновено поставян от вътрешната страна на вратата на гробницата, за да защитава или напътства душата, Период на воюващите държави, ок. 3. век пр.н.е.
- Конен воин в реален размер от Теракотената армия, династия Цин, около 3. век пр.н.е.
- Златен елен с орлова глава, хунска гробница на границата с Монголия, 4-3 век пр.н.е.
- Надгробна фигура на танцуващо момиче, Династия Хан (202 г. пр.н.е. - 220 г. н.е.)
- Бронзов контейнер за охлюви с якове, Царство Дян (4. век пр.н.е. - 109 г. пр.н.е.), Западна династия Хан
- Фигурка от гробница на династията Тан, изработена от керамика със санцайска глазура, кон и младоженец (618-907)
- Седящ Буда, династия Тан, приблизително 650 г.
- Статуя на Буда в Лешан, провинция Съчуан, династия Тан, завършена през 803 г.
- Дървен Бодхисатва, Империя Сун (960–1279)
- Китайска нефритена чаша с драконови дръжки, Империя Сун, XII век
- Синя глазурна статуя на мъж с лула, Цзиндъчженов порцелан, период Ванли (1573-1620)
- Китайски лъв при тибетския будистки храм Юнхегун, Пекин, Империя Цин, ок. 1694
- Дървен Бодхисатва, храм Пунин, Чъндъ, провинция Хъбей, издигнат през 1755 г. при управлението на Циенлун

### Япония
В Япония са правени безбройни картини и скулптури и често са спонсорирани от правителството. По-голямата част от японската скулптура е асоциирана с религията, а обществената употреба запада с намаляването на важността на традиционния будизъм. По време на периода на Кофун (ІІІ век), глинени скулптури, наречени ханива, били издигани около гробовете. Вътре в кондото на храма „Хорю-дзи“ е тройното божество Шака (623 г.), историческият Буда, ограден от двама бодхисатва, също и Кралете-пазители на четирите посоки. Дървеното изображение (ІХ век) на Шакиамуни, „историческият Буда“, съхранявано във второстепенна сграда в „Муро-дзи“, е типично за ранната хейанска скулптура със своето масивно тяло. То е покрито с дебели гънки на „материя“, която е издялана в стил хомпа-шики („обръщаща се вълна“) и има строго и затворено изражение. Училището за скулптури Кей и особено Ункей, създава нов, по-реалистичен стил скулптура.

## Централна Азия
Гръко-будисткото изкуство е артистичната проява на гръко-будизма, а културният еклектизъм между класическата гръцка култура и будизма се развива за период от около 1000 години в Централна Азия, между завоеванията на Александър Велики през IV в. пр.н.е. и ислямските завоевания през VII век. Гръко-будисткото изкуство се характеризира със силния идеалистичен реализъм на елинското изкуство и първите изображения на Буда в човешка форма. Те помагат да се определи артистичния (и особено скулптурния) канон на будисткото изкуство по целия континент чак до наши дни. Това също е много силен пример на културен еклектизъм между източните и западните традиции.
Произхода на гръко-будисткото изкуство може да се открие в елинистичното гръко-бактрийско царство (250 г. пр.н.е. – 130 г. пр.н.е.), което се намира на територията на днешен Афганистан. Оттам елинистичната скулптура се разпространява в индийския субконтинет, едновременно с основаването на индийско-гръцкото царство (180 г. пр.н.е. – 10 г.). Под влиянието на индо-гърците, а след това и на кушаните, взаимодействието на гръцката и будистката култура процъфтява в зоната на Гандхара, която се намира на територията на днешен северен Пакистан. След това тя се разпространява към Индия, като влияе на изкуството на Матхура и хиндуисткото изкуство на империята Гупта и се разпростира до края на югоизточна Азия. Влиянието на гръко-будисткото изкуство се разпростира на север към Централна Азия, като силно повлиява изкуството на Таримската падина и накрая стига до изкуството на Китай, Корея и Япония.

## Южна Азия

### Индия
Първите познати скулптури са от цивилизацията на долината Инд (3300 – 1700 г. пр.н.е.) и са намерени в исторически забележителности в Мохенджо-Даро и Хараппа, които се намират на територията на днешен Пакистан. По-късно, когато се развиват хиндуизма, будизма и джайнизма, в Индия се произвеждат сложни бронзови и каменни скулптури, например известните скулптури в храмове, които украсяват различни хиндуистки, джайнистки и будистки олтари. Някои от тях, например пещерните храмове в Еллора и Аджанта, са примери на индийска скална архитектура, може би най-големите и смели скулптурни системи в света.
Скулптурите от розов пясъчник на Матхура произхождат от периода на империята Гупта (IV – VI век) и достигат висока степен на завършеност и изтънченост на моделирането. Изкуството от периода на Гупта по-късно впечатлява китайските стилове по времето на династията Суй и артистичните стилове от останалата част на източна Азия. По-новите скулптури в Афганистан, направени от хоросан, шиста или глина, показват много силно смесване на индийски пост-гуптски маниеризъм и класическо влияние. Знаменитите бронзови изделия от времето на династията Чола (ок. 850 – 1250 г.) от южна Индия са особено значими. Портретната фигура от Натарая е класически пример. Традициите на индийската скулптура продължават в ХХ и ХХІ век, например в гранитната скулптура на Махабалипурам, произхождаща от династията Палава. Съвременната индийска скулптура е типично полиморфна, но нейни представители са знаменити скулптори като Друва Мистри.

## Африка
Африканското изкуство набляга на скулптурата – африканските творци предпочитат триизмерни, отколкото двуизмерни творби.
При африканската скулптура стилът, ключовите естетически характеристики, материалите и използваните техники при създаването на скулптурна творба се отразяват на региона, от когото произлизат. Скулптурите често имат уникални функции, които широко варират от един географски регион до друг.
В Западна Африка, най-ранните познати скулптури са от културата Нок от Нигерия, която датира от около 500 пр.н.е. Западно-африканските скулптури обикновено имат издължени тела, ъгловати форми и лицеви структури, които представят по-скоро идеалното, отколкото индивидуалното. Тези фигури се използват при религиозни ритуали. Създадени са така, че да имат повърхност, която често се покрива с материали, поставени върху тях при церемониални жертвоприношения. В контраст с тези скулптури в западна Африка са тези на хората, които говорят езика „манде“ от същия регион. Манде скулптурите са направени от дърво и имат широки, плоски повърхности. Ръцете и краката им имат формата на цилиндри.
В Централна Африка обаче главните отличителни характеристики включват лица с формата на сърце, които са завити навътре и имат шарки на кръгчета и точки. Въпреки че някои групи предпочитат по-геометрични и ъглови лицеви форми, не всички скулптури са напълно същите, нито са направени от същия материал. Най-използваният материал е дърво, въпреки че слоновата кост, костта, камъка, глината и металът се използват също. Районът в Централна Африка има впечатляващ стил, който е лесен за идентифициране и позволява много лесно да се направи регионалното различие.
Африканците от изтока не са особено известни със своята скулптура, но един тип скулптура, който е създаден в тази зона, са скулптурите, издялани в човешки форми, декорирани с геометрични форми, докато горната им част е издялана с фигурки на животни, хора и различни предмети. Тези скулптури, поставени до гроба, са асоциирани със смъртта и отвъдния свят.
Най-старите познати глинени фигури от Западна Африка датират от 400 до 600 г. пр. Хр. и имат цилиндрични глави. Тези глинени фигури са едновременно с човешки и животински черти. Освен глинените фигури, има и дървени облегалки за глави, които са поставени в гробовете на притежателите си. Облегалките за глави имат различни стилове – варират от геометрични форми до животински фигури. Всеки регион има уникален стил и значение за скулптурата си. Типът материал и целта, с която е създадена скулптурата в Африка, се отразява на региона, в когото се създават скулптурите.

### Египет
Монументалната скулптура от Древния Египет е световноизвестна, но изисканите и деликатни малки скулптури също са нейна отличителна черта. Древното изкуство на египетската скулптура се е развило, за да представя във физическа форма древните египетски богове и фараони, божествените крале и кралици. Били са следвани много стриктни обичаите, докато са били създавани статуите. Мъжките статуи са били по-тъмни от женските. При статуи в седнало положение, е било задължително ръцете да бъдат поставяни върху колената, а изображението на всеки египетски бог е било определяно от специфични правила.
Артистичните творби били класифицирани според точно определено съответствие с всички конвенции, а конвенциите били спазвани стриктно по време на цели 3 хиляди години. Много малко неща се променили във външния вид на статуите, освен по време на кратък период, по времето на управлението на Акхенатен и Нефертити, когато бил поощряван по-натуралистичният портрет.

## Северна и Южна Америка
Скулптурата в това, което сега наричаме Латинска Америка, се развива в 2 различни зони, Мезоамерика на север и Перу на юг. И в двете зони, скулптурата първоначално била от камък, по-късно от теракота и метал, когато цивилизациите в тези зони почнали да процъфтяват технологично. В Средноамериканския регион имало по-монументална скулптура, като се почне от масивните работи, издялани от цял блок, на културите Олмеки и Толтеки, до великолепните барелефи, които характеризират културите на Маите и Ацтеките. В региона на Андите, скулптурите обикновено били малки, но често показвали блестящ стил.
В Северна Америка, дървото било дялано за направа на тотемни прътове, маски, прибори, канута за война и други предмети, с вариативни различия между отделните култури и региони. Най-развитите стилове са тези на Северозападния бряг на Тихия океон, където имало група от сложни и стилизирани официални стилове, разработени така, че да образуват традиция, която сега е в своя ренесанс и се използва и със сребърни, златни и модерни материали. Въвеждането на метални инструменти представи нови техники на дялане, включително употребата на черен аргилит, също наричан черна плоча, който се използва изключително от хората от народа Хайда.
В допълнение към известните тотемни прътове, рисуваните и дялани фасади на къщите били допълвани от дялани стълбове вътре и извън тях, както и от погребални фигури и други предмети. За интуитите от далечния Север, традиционните стилове за дялане в слонова кост и стеатит били използвани по-често при употребата на модерни инструменти, като това довело да нови посоки да инуитската култура, които, както изкуството на северозападния бряг, били високо ценени от колекционери на изкуството, заради техните пластични форми и иновативни интерпретации на фигура и история.
С пристигането си, европейската католическа култура адаптирала локалните стилове към преобладаващия бароков стил, като това дало началото на огромни сложни ретаблоси и други скулптури, предназначени главно за църкви. Появили се различни хибридни стилове. Най-известният пример от тези в Канада е олтарната зона на базиликата Нотр Дам в Монреал, Квебек, която била издялана от канадско-френски работници.
По-късно творците, които се обучавали в западната академична традиция, последвали европейските стилове до късния XIX век. Те започнали да рисуват наново с туземни влияния, предимно в мексиканския бароков гротесков стил, познат като чуригереска.
Аборигените също възприели църковната скулптура в нейните вариации на готика. Един известен пример е Църквата на Свещения Кръст в Скоокумчук Хот Спрингс, Британска Колумбия.
Историята на скулптурата в САЩ след Европейското идване се отразява на образуването на романските републикански градски ценности и протестансткото християнство. В сравнение със зоните, колонизирани от испанците, скулптурата имала доста незначителен старт в Британските колонии. Тя нямала почти никакво място в църквите и била създавана импулсивно, заради нуждата да се отстои националността след независимостта. Американската скулптура от средата до края на XIX век била често класическа, често романтична, но показвала склонност към драматичен и разказвателен реализъм.
Публичните сгради по времето на последната четвърт на XIX век и първата половина на XX век често предоставяли архитектурна среда за скулптурата, особено при релефната. До 1950 г., традиционното обучение по скулптура било почти напълно заменено от виждането за абстрактен дизайн, вдъхновено от Баухаус. В публични поространства имало повече минималистична скулптура, а архитектите напълно спрели да използват скулптурата в своя дизайн. Модерните скулптори (XXI век) използвали едновременно класически и абстрактни дизайни. В началото на 80-те години, имало рязък обрат към фигуративната публична скулптура. До 2000 година, много от новите публични скулптури в САЩ били фигуративни като дизайн.

## Европа
Най-ранната европейска скулптура е образ на жена и се предполага, че датира от преди 35 000 години. Нейното откриване през 2008 г. накара експертите да преразгледат историята на изкуството.

### Гръко-римска класика
Уникални черти за европейската класическа традиция:
1. Цели фигури: използва се младото, атлетично тяло или женска гола фигура в цял ръст
2. Портрети: Показват възраст и силен характер
3. Употреба на класическо облекло и атрибути на класически божества
4. Натурализъм, базиран на наблюдение, често от живи модели

Черти, които европейската класическа традиция включва, заедно с много други:
1. Характерите представят дистанцираност и вътрешно задоволство
2. Детайлите не разрушават чувството на ритъм между солидните обеми и разстоянията, които ги заобикалят
3. Частите изглеждат по-солидни и широки, отколкото са
4. Заобикалящите пространства изглеждат свещени или извън времето

### Темата за голотата
Неукрасената фигура на гръцката класическа скулптура е препратка към социалния статус или ролята на изобразения човек, божество или друго същество. Атлетите, жреците и боговете могат да бъдат идентифицирани по своята декорация или нейната липса.
Ренесансът преоткрил гръцкия класически образ, например Дорифор или Поликлет Стари от V век, като това довело до появата на голи фигуративни статуи, които били разглеждани като „перфектната форма“ на човешкото тяло. Впоследствие, голотата в скулптурата и живописта често представяла идеална форма с невинност, отвореност и чистота. Все още се срещат голи скулптури. В живописта те често се правят като упражнение, за да може да се разбере анатомичната структура на човешкото тяло и да се развият умения, които трябва да послужат като основа за създаване на облечени фигури.
Голите статуи често се възприемат от много общества, в зависимост от това колко дълго е живяла традицията, която подкрепя тези форми. От време на време, голата форма показва противопоставяния, често от морални или религиозни групи. Класически примери за това са отстраняването на мъжки гениталии от гръцката скулптура (например в колекцията на Ватикана) и добавянето на смокиново листо към скулптурата Давид на Микеланджело (в Британския музей, по времето, когато кралица Виктория дошла на посещение).

## Готическа скулптура

### Монументална скулптура
За този период определяща е готическата архитектура, а готическата скулптура не съвпада изцяло като времеви период с развитието на Готиката. Фасадите на големите църкви, особено около входовете продължават да имат големи тимпани, но около тях се развиват и фигурални композиции.
На Западния (Кралския) портал на катедралатаНотър Дам дьо Шартър (ок. 1145) се виждат елегантни, но преувеличено издължени колонни статуи, докато тези на южния трансептен портал (ок. 1215 – 20) са по-натуралистични и по-отдалечени от стената, на която са поставени. Забелязва се и определено сходство с класическата традиция. Тези тенденции са продължени няколко години по-късно в западния портал на Реймската катедрала, където фигурите са почти в кръг, което след разпространението на Готиката в Европа става нормално. Катедралата в Бамберг има вероятно най-големия ансамбъл от скулптури от ХІІІ век, който кулминира в Бамбергския ездач (1240) – първата конна статуя в реални размери в западното изкуство след VI век.
В Италия, Николо Пизано и неговият син Джовани Пизано развиват стил, който често е наричан проторенесансов. В него не може да се сбърка влиянието на древноримските саркофази и изтънчените и плътно населени композиции, включително изкусно решения проблем с голотата. Примери в това отношение са амвонът в катедралата в Сиена, Фонтана маджоре в Перуджа и амвонът в „Св. Андреа“ от 1301 г.
Друг белег за възраждането на класическия стил се вижда в Международната готика в лицето на Клаус Слутер и неговите последователи в Бургундия и Фландрия около 1400 г. Късната готическа скулптура се пренася и към Севера, където се развива модата на големите олтарни дървени скулптури и виртуозните дърворезби. Най-много оцелели примери за това има в Германия. Макар и скрити от погледите на хората (например, подпиращи пейките в храмовете) много често могат да бъдат открити каменни пластики с изображения, заимствани от фолклора – мизерикорди. Тилман Рименшнайдер, Вейт Щос и други продължават стила и през XVI век, като постепенно се повлияват от Италианския ренесанс.
Статуите от камък или алабастър в човешки ръст в гробниците стават популярни в средите на по-заможните, което води до развитие на многоетажните гробници. Гробниците на Скалигери във Верона стават толкова големи, че се налага да ги преместят извън църквата. През XV век се развива индустрия, изнасяща олтарни релефи от нотингамски алабастър за богатите европейски епархии.
- Южният портал на „Нотър Дам дьо Шартър“ (c. 1215 – 20)
- Западният портал на Реймската катедрала, Благовещение
- „Рождество“ и „Поклонение на влъхвите“ от Николо Пизано от амвона на баптистерия в Пиза.
- Давид и пророк, Клаус Слютер, „Кладенецът на Мойсей“
- Основата на реликварий „Свети трън“ от 90-те години на XIV век, представящ „Възкресението на мъртвите“ от колекцията на Жан дьо Бери
- „Човек на скърби“ от главния портал на Улмския Мюнстер от Ханс Мултшер, 1429
- Част от панел от олтарна творба, пресъздаваща „Възкресение Христово“, Англия, 1450 – 90, алабастър
- Детайл от „Тайната вечеря“ от Тилман Рименшнайдер, част от „Олтарът на светата кръв“, 1501 – 05, Ротенбург об дер Таубер, Бавария

#### Малка скулптура
Малките резбовани произведения, основни за светския пазар, стават популярни в Париж и някои други градове. Най-често срещаните произведения от този период са малки полиптихи, самостоятелни фигури (особено на Богородица), рамки за огледала, гребени и сложни сцени от романси, гравирани върху кутии за бижута. По-богатите колекционират екстравагантни и сложни емайлирани метални творби със скъпоценни камъни, както светски, така и религиозни. Колекционирането продължава докато въпросните колекционери имат пари, след което бижутата се претопяват.
Готическата малка скулптура, независимо от архитектурния орнамент се концентрира основно около религиозни предмети за дома или е поръчвана като дарение за местната църква. Въпреки това са открити и малки релефи от слонова кост, кости и дърво, които са както религиозни, така и светски и могат да бъдат използвани както в църквите, така и у дома. Това са произведения на градски скулптори.
Най-разпространената тема е Богородица – сама или с Младенеца. Париж е основен център на тази индустрия, която изнася произведенията си главно за Севера, но и в Италия има значително производство. Примери за тези самостоятелни скулптури има в колекцията на Абатската църква „Св. Дени“ и позлатената сребърна скулптура „Богородица с Младенеца“ от 1339 г., която показва Мария, обгърната от пелерината си да държи малкия Исус. Както простотата на пелерината, така и невръстната възраст на детето предзнаменуват другите скулптури от Северна Европа от XIV и началото на XV век. Тези скулптури показват развитието на ранния скован и издължен стил, все още от части романски, в пространствения и натуралистичен стил от края на XII и началото на XIII век.
- Шедьовър на парижкото готическо бижутерско изкуство от началото на XV век е „Златният кон“, който представлява малък олтар. Поръчан е от Изабела Баварска като подарък за Новата година 1405 година за нейния съпруг, френския крал Шарл VI. Творбата е изработена от неизвестен майстор от злато, позлатено сребро, инкрустиран емайл, перли, сапфири и рубини.[7]

Други френски готически теми в скулптурата са фигурите и сцените от популярните литературни произведения на времето. Образи от трубадурската поезия са изключително популярни сред майсторите на рамки за огледала и малки кутии.
- Кутия с романтични сцени (Уолтърс 71264) от 1330 – 50 е пример за това, в който е оставено голямо пространство за сцени от различни литературни източници.

Сувенирите от поклонения в светилища, като например глинени или оловни значки, медали и ампули с отпечатани изображения също са популярни и евтини. Техният светски еквивалент – хералдическата значка е знак за феодална и политическа лоялност, на който започва да се придава социално значение в Англия. В някои случаи, евтините форми са подарявани, както през 1483 г., когато крал Ричард III поръчва 13 000 значки.

## Ренесанс
Въпреки че Ренесансът започва по различно време в различните части на Европа (в някои райони създаването на готическо изкуство продължава по-дълго), преходът от Готика към Ренесанс в Италия е означен от тенденция към натурализъм, с преклонение към класическата скулптура. Един от най-известните скулптори по време на възхода на класиката бил Донатело. Най-великото постижение на това, което изкуствоведите наричат негов класически период, е бронзовата статуя „Давид“ (не бива да се бърка с „Давид“ на Микеланджело), която се намира в Баргело във Флоренция. По времето на нейното създаване, това била първата гола изправена статуя от древни времена. Замислена напълно като кръгла статуя и независима от каквито и да е архитектурни среди, тя по начало е смятана за първата велика творба на ренесансовата скулптура. Движението засяга всички аспекти на изкуството, във всички части на Италия; така, както е представена от съзнателното възраждане от археологически извори на античната маса за хранене, от великия скулптор Тулло Ломбардо, за Кастело ди Ронкаде във Венето (къщата с първите свободно стоящи пиедестали след времето на античността.)
По времето на същинския Ренесанс, периода от 1500 до 1520 г., Микеланджело е активен скулптор, с творби като „Давид“ и „Пиета“, както и „Дони Виргин“, „Бакхус“, „Мозес, Ракел, Оргеторикс“ и изображенията на членове на Медичите. „Давид“ на Микеланджело е най-вероятно най-известната скулптура в света, като нейното откриване е било на 8 септември 1504 г.
Тя е пример за контрапостно представяне на човешката фигура, отново заимствана от класическата скулптура. Статуята „Давид“ на Микеланджело се различава от предишни представяния на този сюжет, където Давид е изобразен преди битката си с Голиат, а не след победата си над гиганта. Вместо да бъде представен като победител над враг, който е много по-голям от него, Давид изглежда напрегнат и готов за битка.
- Скулптура на Италианския ренесанс
- Донатело, Давид, бронз, (ок. 1430), Флоренция
- Лоренцо Гиберти, Детайл от Райските порти (1452), Флоренция
- Микеланджело Буонароти, Гробница на папа Юлий II (1505 – 1545), Рим, Сан Пиетро ин Винколи

## Маниеризъм
По времето на Маниеризма били ценени по-абстрактни представяния (например „figura serpentinata“ или „усукана фигура“), които отдавали по-голямо значение на цвета и композицията, отколкото на реалистичното портретиране на фигурите. Пример за това е „Отвличането на сабинянките“ на Джамболоня, където фигурите не са позиционирани в удобна поза, тя даже е невъзможна за човешкото тяло, но се забелязва емоцията. Друг пример на тази форма е солната изба на Бенвенуто Челини от 1540 г., изработена от злато и абанос, която представя Нептун и Амфитрита (земя и вода) в издължена форма и неправдоподобни позиции.
В Бароковата скулптура групите от фигури придобили нова важност, имало динамично движение и енергия на човешките форми. Те се завъртат около празен централен водовъртеж или достигат извън обграждащото пространство. За пръв път бароковата скулптура често има множество идеални гледни точки. Характерната барокова скулптура добавя допълнителни скулптурни елементи, например скрито осветяване или водни фонтани. Често бароковите творци обединяват скулптура и архитектура. Джан Лоренцо Бернини без съмнение е най-важният скулптор на бароковия период. Неговите творби са вдъхновени от елинистичната скулптура на Древна Гърция и Рим от времето на империята. Една от най-известните творби е „Екстазът на Света Тереза“ (1647 – 1652).
- Скулптура на маниеризма
- Бенвенуто Челини, Персей (1554), Флоренция
- Джамболоня, Отвличането на сабинянките (1579), Флоренция
- Хуберт Герхард, Фонтанът на Август (1594), Аугсбург

- Барокова скулптура
- Джовани Лоренцо Бернини, Аполон и Дафне (1625), Рим, Галерия Боргезе
- Джовани Лоренцо Бернини, Екстазът на света Тереза (1652), Рим, Санта Мария дела Виториа
- Балтазар Пермозер, Модел за статуя на Мария Магдалена, Музей на барока, Залцбург

## Неокласицизъм
Неокласическият период (около 1750 – 1850 г.) е една от най-великите епохи на публичната скулптура, въпреки че нейните „класически“ прототипи са по-скоро римски копия на еленистични скулптури. В скулптурата най-известните представители са италианецът Антонио Канова, англичанинът Джон Флаксман и датчанинът Бертел Торвалдсен. Европейският неокласически начин на изобразяване също се появява и в САЩ, където най-високият връх бил достигнат малко по-късно в скулптури на Хирам Пауърс.

## Модерен класицизъм
Модерният класицизъм контрастира по много начини с класическата скулптура от XIX век, която се характеризира с натурализъм (Антоан-Луи Барие), мелодраматизъм (Франсоа Руде), сантименталност (Жан-Баптист Карпо) или внушителна грандиозност (Лорд Лейтън). Някои различни насоки в класическата традиция се появили, когато минало столетието, но изучаването на живия модел и пост-ренесансовата традиция все още били съществени.
Огюст Роден бил най-известният европейски скулптор на XX век. Той често е смятан за импресионист в скулптурата, каквито са неговите ученици Камий Клоде, Медардо Россо, Паоло Трубецкой, Рик Вутерс и Хуго Рейнхолд, опитващи се да моделират отлитащия момент на обикновения живот.
Модерните класицисти показали по-малък интерес към натурализма и по-голям интерес към стилизацията на формата. По-голямо внимание се обръщало на ритъма на обемите и пространствата, както и на контрастиращите качества на повърхността (отворена, затворена, схематизирана, начупена и т.н.). По-голямо внимание се обръщало на психологическия ефект, отколкото на физическия реализъм, разказвателността и убедителните детайли на анатомията или облеклото. По-голямо внимание се отделяло на това да се покаже кое е вечно и публично, отколкото на моментното и частното. По-голямо внимание се обръщало и на примерите от древно и средновековно свещено изкуство: египетско, от средния изток, азиатско, африканско и средно-американско. Грандиозността все още била интересна, но в по-широк и световен контекст.
Ранните майстори на модерния класицизъм включват: Аристид Майо, Александър Матвейев, Йозеф Бернард, Антоан Бурдел, Георг Колбе, Либеро Андреоти, Густав Вигеланд, Ян Стурса, Константин Брънкуш.
С протичането на столетието модерният класицизъм бил заимстван като национален стил на двете велики европейски тоталитарни империи: Нацистка Германия и Съветска Русия, в които се установили творбите на ранните творци, като Колбе и Вилхелм Лембрук (в Германия) и Матвейев (в Русия). Нацистка Германия просъществувала 12 години, но през 70-те години, когато съществувал СССР, било обучено ново поколение скулптори, които били избрани да работят в своята система. Като отличителен стил се развива социалистическият реализъм, който връща ударението върху мелодрамата и натурализма на XIX век.
Класическото обучение е изкоренено от образованието в Западна Европа (и Северна и Южна Америка) до 1970 г. и класическите варианти на XX век са маргинализирани в историята на модернизма. Но класицизмът продължава да съществува като основен за обучението по изобразително изкуство в съветските академии до 1990 г.
В останалата част на Европа и САЩ модерната класика става по-скоро по-декоративна – „арт деко“ (Пол Маншип, Хосе де Креефт, Карл Милес) или по-абстрактно стилизирана или експресивна (и готическа) (Антон Ханак, Вилхелм Лембрук, Ернст Барлах, Артуро Мартини). Също така, обърнала се повече към Ренесанса (Джакомо Мацу, Венанцо Крочети) или останала същата (Чарлз Деспиау, Марсел Гимон).

## Модернизъм
Движението на модернистичната скулптура включва: кубизъм, геометрична абстракция, де Стийл, конструктивизъм, дадаизъм, сюрреализъм, футуризъм, формализъм, абстрактен експресионизъм, поп арт, минимализъм, ленд арт и изкуство на инсталациите.
В началото на XX век Пабло Пикасо революционизира изкуството на скулптурата, когато започва да създава своите скулптурни конструкции, изработени чрез комбиниране на несъответстващи си обекти и материали. Той достигнал нови висини в изкуството на скулптурата със своето иновативно конструиране в три измерения с коренно различни материали. Един колаж става радикално развитие в двуизмерното изкуство, а конструкцията – в триизмерната скулптура. Възходът на сюрреализма довежда до това „механичната скулптура“ и „колажът“ да бъдат описани като „скулптура“. В по-късните си творчески години Пабло Пикасо се превръща в плодовит керамик, променяйки радикално начина, по който се възприема керамичното изкуство. Джордж Е. Ор и повече съвременни скулптори като Питър Вулкос, Кенет Прайс, Робърт Арнесън, Джордж Сегал и др. ефективно използват керамиката като важно интегрално средство в творчеството си.
Творбите на Константин Брънкуш в началото на XX век прокарват път за по-късната абстрактна скулптура. Бунтувайки се срещу натурализма на Роден и съвременниците му от късния XIX век, Брънкуш стилизира обектите до тяхната есенция, както е показано в неговата серия от 1924 г. „Птица в пространството“. Тези елегантно рафинирани форми стават синоними на скулптурата от XX век. През 1927 г. Брънкуш печели съдебно дело срещу митническите власти на САЩ, които приели скулптурата му като „суров метал“.
Влиянието на Брънкуш с неговите изразни средства – минимализъм и абстракция, се вижда през 30-те и 40-те години на XX век, а пример за него са творци като Гастон Лачез, Сър Якоб Епщайн, Хенри Мур, Алберто Джакомети, Жоан Миро, Хулио Гонзалес, Пабло Серрано, Жан Липшиц, а по-късно през столетието – и Карл Андре и Джон Сафер, които добавили движение и монументализъм към темата за изчистеност на линията.
От средата на XX век модернистичните тенденции в абстрактната и фигуративната скулптура превземат общественото въображение, а популярността на модернистичната скулптура съпътства традиционния подход. Пикасо е нает да направи макет за огромна 15-метрова скулптура, която да бъде издигната в Чикаго. Днес тя е известна като „Чикагският Пикасо“. Какво представлява тази фигура не е известно, може да е птица, кон, жена или напълно абстрактна форма. Скулптурата, една от най-видните забележителности в търговската част на Чикаго, е открита през 1967 г. Пикасо отказва да му се платят 100 000 долара за нея, дарява сумата на града.
В края на 50-те години и 60-те години абстрактните скулптори започват да експериментират с широк обхват от нови материали и различни подходи, за да създават творбите си. Сюрреалистично въображение, антропоморфна абстракция, нови материали и комбинация от нови енергийни източници и различни повърхности и обекти станали характерни за много по-модернистичната скулптура. Колаборативните проекти с дизайнерите на лендскейп, архитектите и архитектите на лендскейп разширяват екстериорните експозиции и контекстуалната интеграция.
Творци като Исаму Ногучи, Дейвид Смит, Александър Калдър, Жан Тингели, Ричард Липолд, Джордж Рики, Луиз Буржоа и Луиз Невелсън определят посоките на модерната скулптура, а минималистичните творби на Тони Смит, Робърт Морис, Доналд Джъд, Лари Бел, Анн Труит, Джакомо Беневели, Арналдо Помодоро, Ричард Сера и Дан Флавин оставят своя отпечатък върху модерната скулптура.
До 1960 г. доминират абстрактният експресионизъм, геометричната абстракция и минимализмът. Някои от творбите от този период са кубистичните творби на Дейвид Смит и споените стоманени творби на сър Антъни Каро, широкообхватната работа на Джон Чембърлейн и инсталациите на открито на Марк ди Суверо.
През 60-те и 70-те години добива популярност фигуративната скулптура в стилизирани форми на модернистичните творци Ленърд Баскин, Ернест Трова, Марисол Ескобар, Пол Тек и Мануел Нери. През 80-те години творците, които изследват фигуративната скулптура, са Робърт Греъм, в класически изразен стил, и Фернандо Ботеро, който превръща „огромните фигури“ от своите картини в монументални скулптури.
- Модернизъм
- Амедео Модиляни, Женска глава, 1911 – 12, Tate, Лондон
- Константин Брънкуш, Госпожица Погани, 1912, Филаделфия
- Ото Гутфройнд, Челист, 1912 – 13
- Марсел Дюшан, Фонтан, 1917
- Барбара Хепуърт, Monolith-Empyrean, 1953
- Хенри Мур, Three Piece Reclining figure No.1, 1961, Йоркшир
- Пабло Пикасо, Chicago Picasso, 1967, Чикаго, Илинойс, САЩ
- Александър Калдер, Crinkly avec disc rouge, 1973, Schlossplatz, Щутгарт
- Жоан Миро, Жена и птица, 1982, Барселона, Испания
- Луиз Буржоа, Маман, 1999, пред Музея Гугенхайм в Билбао

## Минимализъм
Минималистичният стил включва: студийни скулптурни творби на Тони Смит, Робърт Морис, Лари Бел, Анн Трут и Дан Флавин.
- Минимализъм
- Тони Смит, Free Ride, 1962, Museum of Modern Art, Ню Йорк
- Лари Бел, Без заглавие 1964, Hirshhorn Museum and Sculpture Garden
- Доналд Джъд, Без заглавие 1977, Мюнстер, Германия
- Ричард Сера, Fulcrum 1987, Лондон
- Доналд Джъд, Без заглавие, 1991, Скулптурна градина на Музея на Израел, Йерусалим

## Движение на „изкуство на околната среда“
Творбите на изкуството на околната среда са представени от творци като Доналд Джъд, Ричард Сера, Робърт Ървин, Джордж Рики и Кристо и Жан-Клод. Те довели съвременната абстрактна скулптура до нови измерения. Творците създали „скулптурата на околната среда“ на обширни територии, които обхващали група от проекти, наречени „Ленд арт в Американския Запад“. Тази „лендарт“ скулптура се представлява от артисти като Робърт Смитсън, Майкъл Хейцер, Джеймс Турел (Родън Крейтър) и други.

## Постминимализъм
Творците Бил Болингер, Ева Хесе, Сол ЛеВит, Джеки Уинзор, Кийт Сонниър, Брус Науман и Лукас Самарас, измежду много други, били пионери на постминималистичната скулптура. По-късните творби на Робърт Греъм продължили да се развиват, често при експозиции на публичното изкуство, през XXI век.
През 60-те и 70-те години на XX век творци като Стивън Антонакис, Криса, Уолтър де Мария, Дан Флавин, Робърт Смитсън, Робърт Ървин, Клаес Олденбург, Джордж Сийгъл, Едуард Киенхолц, Дуейн Хенсън и Джон ДеАндреа изследват по нов начин абстракцията, метафорите и фигуративността, заедно със светлинната скулптура, ленд арт-а и изкуство на инсталациите.
- Постминимализъм
- Ричард Лонг, South Bank Circle, 1991, Tate Ливърпул, Англия
- Жан-Ив Льошевалие, Скрито крило, 1991
- Аниш Капур, Преобръщане на света, Музей на Израел, 2010
- Рейчъл Уайтрийд, Монумент на Холокоста 2000, Юденплац, Виена
- Иън Ричи Аркитекстс, Монумент на светлината, 2002, Дъблин, 120 м. височина

## Редимейд
Терминът „намерено изкуство“ – по-често срещано като „намерен обект“ (от френски – „objet trouvé“) или „редимейд“ – описва изкуството като създадено от явната, но понякога модифицирана, употреба на обекти, които обикновено не се смятат за изкуство, защото вече имат утилитарна функция. Марсел Дюшан е основателят на това движение през XX век, с творби като своя „Фонтан“.

## Концептуално изкуство
Концептуалното изкуство, при което концепциите или идеите еволюират по време на работа, имат предимство над традиционната естетика и материалните грижи. Сред най-известните творби са „Един и три стола“ на Джоузеф Кошут, от 1965 г. и „Ан Дъбово Дърво“ на Майкъл Крейг-Мартин.

## Постмодернизъм
Постмодерната скулптура има по-широко поле на изява от модерната скулптура, според наблюденията на Розалинд Краус. Нейната идея за „скулптура в разширеното поле“ идентифицира серии от противодействия, които описват различните дейности, „подобни на скулптура“, които са пост-модерна скулптура:
- Конструкция на забележителностите е пресечнатата точка на лендскейп-а и архитектурата;
- Аксиоматична скулптура е комбинацията от архитектура и не-архитектура;
- Маркираните забележителности е комбинация от лендскейп и не-лендскейп;
- Скулптурата е пресечната точка на това, което не е лендскейп и не е архитектура.

Идеята на Краус била да създаде теоретично обяснение, което да може съответно да съвпадне с развитието на ленд арт, минималистична скулптура и изкуство на околната среда и да ги вкара в категорията „скулптура“. За да направи това, нейната обосновка създава серии от противоположности, описващи връзката на творбите с тяхната околна среда.

## Съвременни жанрове
Някои от модерните форми на скулптура се практикуват на открито, например изкуството на околната среда и скулптурата на околната среда, като много често се наблюдават и от зрители. Така, според някои, се наблюдава прилика с изкуството на пърформанса. Ледената скулптура е форма на скулптура, която използва за суров материал леда. Популярна е в Китай, Япония, Канада, Швеция и Русия. Ледените скулптури са представени по декоративен начин в някои готварски изкуства, особено в Азия. Кинетичните скулптури, които включват мобилната скулптура, са проектирани така, че да се движат. Снежните скулптури обикновено са издълбани от един-единствен блок сняг, от всяка страна са големи около 4 до 6 метра и тежат около 20 – 30 тона. Снегът се оформя чрез притискане, след като е бил произведен по изкуствен начин или събран след снеговалеж. Звуковите скулптури приемат формата на интериорни звукови инсталации и екстериорни инсталации, например въздушни арфи или автоматизирани устройства. Малко или много, те могат да бъдат и близо до традиционните музикални инструменти. Звуковата скулптура често е създадена в определена местност. Един пясъчен замък може да бъде разглеждан като пясъчна скулптура. Безтегловната скулптура (в космическото пространство) е създадена като концепция през 1985 година от холандския творец Мартин Сиярджин. Скулптурата от Лего включва употребата на обикновени блокчета Лего, с които се изгражда реалистична или артистична скулптура. Понякога се използват стотици хиляди блокчета. Арт играчките станаха още един формат за съвременните творци от края на 90-те години на XX век, например тези, произведени от Такаши Мураками и Кид Робът, проектирани от Майкъл Лау, или ръчно изработени от Майкъл Леви.

## Социален статус
По целия свят скулпторите обикновено са занаятчии, чиито творби не са подписани. Но през периода на класиката, много антични гръцки скулптори, например Фидий, са признати в Атина и стават известни и богати. През Средновековието артисти като Гислеберт (XII век) понякога подписват творбите си и са търсени в различни градове на Италия, особено след периода Треченто. Такива творци са Арнолфо ди Камбио, Никола Пизано и синът му Джовани. Много скулптори практикуват и в други изкуства, като живопис, например Андреа дел Верокио, или архитектура, като Джовани Пизано, Микеланджело или Якопо Сансовино, които поддържали големи работилници.
От началото на Високия Ренесанс, някои творци, като Микеланджело, Леоне Леони и Джамболоня, стават заможни и придобиват благороднически титли. Те влизат в средите на принцовете. Декоративната скулптура върху сградите остава търговска, но скулпторите, които изработват индивидуални творби, са признати на едно ниво с художниците. Поне от XVIII век нататък скулптурата привлича ученици от средната класа, въпреки че се създава по-бавно, отколкото живописта. По същия начин жените скулптори се появяват по-бавно, отколкото жените живописци и в повечето случаи са по-неизвестни от тях поне до XX век.

## Скулптурни технологии

### Издълбаване в камък
Издълбаването в камък е антична дейност, при която части от суров естествен камък са оформяни чрез отделяне на камъка. Поради дълготрайността на материала, могат да бъдат открити доказателства, че даже при най-ранните общества се среща някаква форма на каменни творби. Петроглифите (наричани също изрязвания върху камък) са може би най-ранната форма: изображения, които били създадени чрез премахване на част от повърхността на камъка – чрез издълбаване, изкъртване, дялане и полиране. Има много примери в монументалната скулптура, както и в архитектурната скулптура, която е приложена към различни сгради. Гравирането на камъни се прави с художествена цел върху полускъпоцени камъни, като нефрит, ахат, оникс, прозрачен кварц, кафяв и червен халцедон. Гравираните скъпоценни камъни включват също брошки, които първоначално са използвани като пръстени с печати.

### Бронзова скулптура
Бронзът е най-използваният метал за отливане на метални скулптури. Обикновените примеси с бронз имат необикновеното и желано свойство да се разширяват малко, точно преди да застинат, като по този начин запълват и най-фините детайли на калъпа. Тяхната сила и липса на чупливост (пластичност) е предимство, когато трябва да се създават фигури в действие, особено в сравнение с различни керамични или каменни материали.

### Дърворезба
Дърворезбата е форма на обработване на дървото с помощта на режещ инструмент, държан в ръката (може да бъде и електрически инструмент). Получената творба е дървена фигура или статуетка, или скулптурна орнаментика на дървен обект.

### Отливане
Отливането е процес, при който течен материал (обикновено) се излива в калъп, който съдържа празнина в желаната форма и след това му се позволява да се втвърди. Втвърдената отливка след това се изважда или калъпът се чупи, за да се завърши процесът. Отливането може да бъде използвано, за да се оформят горещи течни метали или различни материали, които се втвърдяват на студено, след като техните компоненти се смесят (например епоксидна смола, бетон, гипс или глина). Отливането най-често се използва, за да се правят сложни форми, които иначе биха били трудни (и финансово неизгодни) за направа по други начини.
Отливането е процес на 6000 години. Най-старата оцеляла отливка е медна жаба от 3200 г. пр.н.е. Процесът на отливане е разделен на две отделни подгрупи: отливане със заменим и незаменим калъп.

## Съхраняване
Скулптурите са чувствителни на различни влияния на околната среда, като температура, влажност и излагане на светлина и ултравиолетова светлина. Киселинният дъжд също може да причини вреди на някои строителни материали и исторически паметници. Това става, когато сярната киселина в дъжда химически реагира с калциевите компоненти на камъка (варовик, пясъчник, мрамор и гранит) и създава гипс, който след това се отлющва.